# Агібалов Володимир Григорович
Володимир Григорович Агібалов (9 жовтня 1924, місто Владикавказ або місто П'ятигорськ, тепер Ставропольського краю, Російська Федерація — 1994, Російська Федерація) — радянський діяч, голова Архангельського облвиконкому. Депутат Верховної Ради СРСР 5—6-го скликань (у 1961—1966 роках).

## Біографія
Народився в родині службовця.
У березні 1941—1943 роках — у Червоній армії, учасник німецько-радянської війни. Служив у 18-му гвардійському повітряно-десантному полку 3-ї повітряно-десантної бригади 5-ї (7-ї) гвардійської повітряно-десантної дивізії, був командиром окремого взводу протитанкових рушниць 16-го стрілецького полку 32-ї гвардійської Таманської дивізії. Воював на Північно-Кавказькому фронті. 5 жовтня 1942 року був поранений. Після лікування воював на Південно-Західному фронті. 16 березня 1943 року після важкого поранення в ліве плече лікувався в евакуаційному госпіталі № 1934, інвалід вітчизняної війни.
Член ВКП(б) з 1945 року.
У 1947 році закінчив Дзауджикаузький (Владикавказький) сільськогосподарський інститут.
У 1947—1949 роках — інструктор Ленінградського обласного комітету ВЛКСМ.
У 1949—1950 роках — завідувач відділу Виборзького районного комітету ВКП(б) Ленінградської області; голова виконавчого комітету Виборзької районної ради депутатів трудящих Ленінградської області.
У 1950—1956 роках — завідувач сільськогосподарського відділу Ленінградського обласного комітету КПРС. 
До листопада 1956 року — секретар Архангельського обласного комітету КПРС.
Потім — слухач Вищої партійної школи при ЦК КПРС.
У 1960 році — секретар Архангельського обласного комітету КПРС.
12 листопада 1960 — 5 червня 1965 року — голова виконавчого комітету Архангельської обласної ради депутатів трудящих.
На 1974 рік — заступник міністра радгоспів РРФСР.
З 1975 року — заступник голови Комітету Ради міністрів РРФСР з професійно-технічної освіти.
Потім — персональний пенсіонер.

## Звання
- гвардії лейтенант

## Нагороди
- орден Вітчизняної війни І ст. (6.04.1985)
- орден Вітчизняної війни ІІ ст. (6.11.1945)
- три ордени Трудового Червоного Прапора
- медаль «За оборону Кавказу»
- медаль «За перемогу над Німеччиною у Великій Вітчизняній війні 1941—1945 рр.» (1945)
- медаль «За трудову доблесть»
- медалі